# El Castellet
El Castellet, o, simplemente, Castellet, es un antiguo pueblo que pertenece al antiguo término de Espluga de Serra, agregado en 1970 el término municipal de Tremp.
Entre 1812, a ras de la aplicación de la Constitución de Cádiz, y febrero de 1847, El Castellet formó ayuntamiento, que desapareció al fijarse que el número de vecinos (cabezas de familia) debía sobrepasar los 30, para mantener la independencia municipal. En ese momento se unió en Espluga de Serra, junto con Aulàs, Casterner de les Olles, Llastarri, Los Masos de Tamúrcia y La Torre de Tamúrcia.
Tiene la iglesia de la Virgen de la Esperanza. Esta iglesia es sufragánea de la parroquia de Santa María de Espluga de Serra. La iglesia actual, no es la original, antiguamente era la iglesia de Sant Feliu de Castellet, prácticamente desaparecida. Fue convertida en corral, y sólo quedan vestigios.
Cerca, y al sureste del pueblo, están los restos del Castellet de la Terreta.

## Etimología
El nombre del pueblo proviene, sin duda, de la existencia de un pequeño castillo en sus alrededores, posiblemente el Castellet de la Terreta. Se trata de un topónimo plenamente románico, es decir, ya formado dentro del catalán como derivado de una palabra, castell, la cual sí que es de origen latino.

## Historia
La cueva llamada Espluga Llorna del Castellet fue habitada en la Edad del Bronce. Se han encontrado restos arqueológicos.
En 1787 constan en Castellet 40 habitantes, que se redujeron ya a 25 en 1831, año en que consta, en el Corregimiento de Talarn y bajo señorío del marqués de Gironella; hacia 1900 son mencionados en el Castellet 20 edificios, con 39 habitantes. En 1960 tenía 27 habitantes, que bajaron a 9 en 1981 y a 6 en 2006.
Pascual Madoz, que publicó su Diccionario geográfico ... en 1845, describe el pueblo del Castellet como:

... una localidad con ayuntamiento propio, con un clima frío, lo que hace que sus habitantes tengan afecciones catarrales, además de biliosas debido a la mala alimentación. Formaban el pueblo 9 casas reunidas, que forman una calle empinada y mal empedrado, y otra casa a 200 varas de distancia (unos 150 metros). El terreno estaba roto, árido y de mala calidad. Hay mucha roca descubierta, lo que hace que mucha tierra sea estéril. La agricultura debe hacerse con alternancia de cultivo y barbecho, dada la pobreza de la tierra. Se culo trigo, centeno, avena y patatas. De ganado, hay poco: unas cuantas ovejas, cabras, asnos y bueyes, pero pocos. Poco bosque, y, por tanto, poca leña para el invierno, y algunos árboles frutales. Había caza abundante de perdices y conejos. Había lobos. Conformaban el pueblo 7 vecinos (cabezas de familia) y 39 almas (habitantes).